# 조국광복회
조국광복회(祖國光復會)는 1936년 6월에 형성된 무장 투쟁 계열의 항일인민전선조직이다. 원래 명칭은 재만한인조국광복회(在滿韓人祖國光復會)이다.

## 역사적 배경
원래 남만주, 동만주 일대는 '독립군'으로 칭해지던 민족주의 계열 항일 군사조직과 '빨치산'으로 칭해지던 사회주의 계열 항일 군사조직이 이념 차이로 인해 수시로 다툼을 하고 있었다. 그러나 1935년 코민테른 제7차 대회에서 '반파쇼 인민전선론'이 채택되면서 유럽의 공산주의자들이 사회민주주의자와 자유주의자들과 연합하여 파시스트에 대항하는 기조가 일어나자, 당시 만주에 존재하던 공산주의 계열 항일운동가들에 의해 '인민전선론'이 대두됐다. 이에 따라서 적지 않은 공산주의자들이 인민전선론에 기반한 항일 운동을 시작하기에 이르렀는데, 대표적으로 오성륜(吳成崙)·김일성(金日成)·엄수명(嚴洙明)·이상준(李相俊) 등이 이에 속했다. 이들은 인민전선론에 기반하여 '전민족의 계급·성별·지위·당파·연령·종교 등의 차별을 불문하고 백의동포는 일치단결 궐기하여 구적(寇敵) 일본놈들과 싸워 조국을 광복시킬 것'이라는 선언과 함께 10대 강령을 발표하여 '재만한인조국광복회'를 창립했다.
조국광복회 간부들은 대부분이 남만주에서 활동하던 동북항일연군 간부들로 채워졌으며, 군사활동뿐 아니라 국내 정치활동에도 주력, 기관지 <3·1월간>을 발간하는 등 항일의식을 고취했다. 또한 공산주의자들이 주축이 된 조직임에도 불구하고 반일 성향을 가지고 있던 민족주의자·천도교·지주까지 참가시켰다.
조국광복회의 파생 조직은 원산·함흥·길주·흥남·성진 등지까지 그 규모를 확대했으며, 그중 가장 활동이 활발했던 곳은 갑산(甲山)공작위원회였다. 갑산공작위원회는 1937년에 항일민족해방동맹으로 개편되어 기관지 <화전민>을 발행하는 한편, 지하 조직 건설·군사시설 파괴·군사수송 방해 등 항일운동을 폈다. 조국광복회는 동북항일연군의 조선인 무장부대와 함께 만주에 있는 관동군에 대한 대대적인 유격전, 그리고 국내진공작전을 펴기도 했는데. 각각 1937년 당시에 김일성이 지휘했던 동녕현성전투와 보천보전투가 대표적이다.
1937년 10월부터 1938년 10월 사이에 739 명이 검거되어 188명이 기소되면서 조직이 와해되었다. 1938년부터 만주에 있던 동북항일연군을 비롯한 저항 세력에 대항하기 위해 만들어진 만주국군 소속의 간도특설대 등이 대대적인 색출 및 토벌 작전을 개시하자 1940년경 대부분의 유격대는 소련으로 넘어갔다. 조국광복회의 이름으로 조직이 재건되지는 못하였다.

## 의의
좌우합작을 기반으로 한 신간회는 내부 일제 타협론자의 책동과 더불어 국내에서 합법성을 기반으로 한 운동을 위주로 했기 때문에 대대적인 무장 투쟁 세력으로 승화되지 못했던 반면에 조국광복회는 타협론을 배제하고 인민전선론에 기반하여 광범위한 반일 세력을 통합한 최초의 무장투쟁단체였다는 점에서 그 의의가 있다.
또한 해당 단체에서 김일성의 지위에 관한 문제가 대한민국과 조선민주주의인민공화국의 역사학계에서 논의된 바가 있다. 대한민국 역사학계의 경우는 김일성 가짜설이 한때 정설로 치부되던 1980년대 초반까지 김일성은 항일조직에 가담한 적이 없는 마적단 수장이라는 설을 지지했기 때문에 조국광복회 창설을 주도한 적이 없었을 뿐만이 아니라 아예 해당 단체에서 활동한 적이 없다고 주장했다. 그러나 1980년대 후반을 변곡점으로 김일성 가짜설이 역사학적으로 검증되지 않은 가설일 뿐이라는 의견이 대한민국의 역사학계의 통설이 되었고, 당시 동북항일연군 제1로군 6사령관이었던 김일성이 동북항일연군과 밀접하게 관련된 조국광복회와 아무런 관련이 없다는 주장이 오히려 설득력을 갖기 어려웠기 때문이 김일성이 조국광복회와 아무런 관련이 없는 인물이라는 입장을 취한 이론은 소수설이 된다.
조선민주주의인민공화국 역사학계의 경우는 김일성이 조국광복회 창설의 실질적인 주도자였고, 해방이 될 때까지 김일성이 조국광복회에서 독점적인 지위권을 가지고 있었다고 주장한다. 여러 가지 역사 정황을 따져볼 때 조국광복회 상부구조에 관련이 된 인물이었음은 두 학계가 인정하는 사실이다. 조선민주주의인민공화국 성립 초기에 천도교 신자들과 일부 민족주의자들이 정권 형성에 참여했는데, 이 역시 해방 전 조국광복회에서 활동하던 민족주의자들과 천도교 신자들이 주축이 되었다. 그러나 사회주의 국가 특성상 공산주의자들이 독점적인 정치 권력을 갖게 되면서 이들은 대부분 도태되거나, 실질적으로 조선노동당의 우당이 된 천도교청우당으로 흡수된다.